# Mount Amery
Mount Amery är ett berg i Kanada.   Det ligger i provinsen Alberta, i den centrala delen av landet, 3 100 km väster om huvudstaden Ottawa. Toppen på Mount Amery är 3 063 meter över havet.
Terrängen runt Mount Amery är huvudsakligen bergig. Trakten runt Mount Amery är nära nog obefolkad, med mindre än två invånare per kvadratkilometer.. Det finns inga samhällen i närheten. 
I omgivningarna runt Mount Amery växer i huvudsak barrskog.